# Olympische Sommerspiele 1968/Volleyball
Bei den Olympischen Sommerspielen 1968 in Mexiko-Stadt wurden im Volleyball Turniere für Frauen und Männer ausgetragen.

## Modus
Bei den Männern spielten alle zehn qualifizierten Mannschaften in einer Gruppe nach dem Modus „jeder gegen jeden“ ausgetragen. Die erfolgreichste Mannschaft dieser Runde wurde Olympiasieger, die zweitbeste gewann Silber, die dritte Bronze.
Bei den Frauen spielten acht Mannschaften nach dem gleichen Prinzip.
Die Spiele wurden vom 13. bis 26. Oktober in Mexiko-Stadt ausgetragen.

## Spielplan Männer
Die sowjetischen Männer verloren ihr Auftaktspiel gegen die USA in fünf Sätzen, blieben danach aber ungeschlagen und verteidigten ihren Titel. Im Kampf um die Silbermedaille musste das Satzverhältnis entscheiden. Japan unterlag der Tschechoslowakei am dritten Spieltag im Tiebreak, gab jedoch insgesamt nur sechs Sätze ab und belegte deshalb den zweiten Rang. Der DDR-Mannschaft blieb nur der vierte Platz. Die ostdeutschen Männer mussten sich in den ersten beiden Spielen der Tschechoslowakei und Japan geschlagen geben und verloren anschließend nur noch gegen Titelverteidiger Sowjetunion (2:3). Gastgeber Mexiko blieb sieglos.
| Platz | Team             | Sätze | Punkte |
| ----- | ---------------- | ----- | ------ |
| 1.    | Sowjetunion      | 26:8  | 16     |
| 2.    | Japan            | 24:6  | 14     |
| 3.    | Tschechoslowakei | 22:15 | 14     |
| 4.    | DDR              | 22:12 | 12     |
| 5.    | Polen            | 16:11 | 12     |
| 6.    | Bulgarien        | 16:17 | 8      |
| 7.    | USA              | 15:18 | 8      |
| 8.    | Belgien          | 6:24  | 4      |
| 9.    | Brasilien        | 8:25  | 2      |
| 10.   | Mexiko           | 6:27  | 0      |

| 13. Oktober | Japan            | Polen            | 3:0 |
|             | Bulgarien        | Mexiko           | 3:0 |
|             | Tschechoslowakei | DDR              | 3:2 |
|             | Belgien          | Brasilien        | 3:1 |
|             | USA              | UdSSR            | 3:2 |
| 16. Oktober | Tschechoslowakei | USA              | 3:1 |
|             | Polen            | Mexiko           | 3:1 |
|             | Japan            | DDR              | 3:0 |
|             | Bulgarien        | Belgien          | 3:0 |
|             | UdSSR            | Brasilien        | 3:1 |
| 17. Oktober | DDR              | Mexiko           | 3:0 |
|             | Polen            | Belgien          | 3:0 |
|             | Tschechoslowakei | Japan            | 3:2 |
|             | UdSSR            | Bulgarien        | 3:0 |
|             | USA              | Brasilien        | 3:0 |
| 19. Oktober | Japan            | Mexiko           | 3:0 |
|             | UdSSR            | Polen            | 3:0 |
|             | DDR              | Belgien          | 3:0 |
|             | Bulgarien        | USA              | 3:2 |
|             | Tschechoslowakei | Brasilien        | 3:2 |
| 20. Oktober | Japan            | Belgien          | 3:0 |
|             | Tschechoslowakei | Mexiko           | 3:0 |
|             | UdSSR            | DDR              | 3:2 |
|             | Bulgarien        | Brasilien        | 3:0 |
|             | Polen            | USA              | 3:0 |
| 21. Oktober | Belgien          | Mexiko           | 3:2 |
|             | UdSSR            | Japan            | 3:1 |
|             | Tschechoslowakei | Bulgarien        | 3:2 |
|             | DDR              | USA              | 3:0 |
|             | Polen            | Brasilien        | 3:0 |
| 23. Oktober | Polen            | Bulgarien        | 3:0 |
|             | Japan            | USA              | 3:0 |
|             | Tschechoslowakei | Belgien          | 3:0 |
|             | UdSSR            | Mexiko           | 3:1 |
|             | DDR              | Brasilien        | 3:1 |
| 24. Oktober | Japan            | Brasilien        | 3:0 |
|             | USA              | Mexiko           | 3:1 |
|             | UdSSR            | Belgien          | 3:0 |
|             | DDR              | Bulgarien        | 3:2 |
|             | Polen            | Tschechoslowakei | 3:1 |
| 25. Oktober | Brasilien        | Mexiko           | 3:1 |
|             | DDR              | Polen            | 3:0 |
|             | Japan            | Bulgarien        | 3:0 |
|             | USA              | Belgien          | 3:0 |
|             | UdSSR            | Tschechoslowakei | 3:0 |

## Spielplan Frauen
Die Entscheidungen fielen in den letzten Spielen. Am abschließenden Spieltag kam es zwischen den bis dato ungeschlagenen Mannschaften aus der UdSSR und Titelverteidiger Japan zum direkten Duell um die Goldmedaille. Mit einem 3:1-Sieg erreichten die sowjetischen Frauen den ersten Rang und entthronten damit die Asiatinnen. Der Kampf um Bronze wurde ebenfalls im letzten Spiel zwischen Polen und Peru entschieden, wobei die Osteuropäerinnen das bessere Ende für sich hatten. Die Gastgeberinnen aus Mexiko konnten sich mit einem Erfolg über die am Ende sieglosen US-Amerikanerinnen zumindest den vorletzten Platz sichern.
| Platz | Team             | Sätze | Punkte |
| ----- | ---------------- | ----- | ------ |
| 1.    | Sowjetunion      | 21:3  | 14     |
| 2.    | Japan            | 19:3  | 12     |
| 3.    | Polen            | 15:12 | 10     |
| 4.    | Peru             | 12:15 | 8      |
| 5.    | Südkorea         | 11:14 | 6      |
| 6.    | Tschechoslowakei | 12:15 | 4      |
| 7.    | Mexiko           | 7:18  | 2      |
| 8.    | USA              | 4:21  | 0      |

| 13. Oktober | Polen            | Südkorea         | 3:2 |
|             | Japan            | USA              | 3:0 |
|             | UdSSR            | Tschechoslowakei | 3:1 |
|             | Peru             | Mexiko           | 3:2 |
| 14. Oktober | Peru             | Südkorea         | 3:0 |
|             | Tschechoslowakei | USA              | 3:1 |
|             | Japan            | Mexiko           | 3:0 |
|             | UdSSR            | Polen            | 3:0 |
| 15. Oktober | Tschechoslowakei | Mexiko           | 3:0 |
|             | Japan            | Peru             | 3:0 |
| 16. Oktober | Polen            | USA              | 3:0 |
|             | UdSSR            | Südkorea         | 3:0 |
| 17. Oktober | Südkorea         | USA              | 3:1 |
|             | UdSSR            | Peru             | 3:0 |
| 19. Oktober | Japan            | Tschechoslowakei | 3:0 |
|             | Polen            | Mexiko           | 3:2 |
| 20. Oktober | Japan            | Polen            | 3:0 |
|             | Tschechoslowakei | Peru             | 3:2 |
| 21. Oktober | UdSSR            | USA              | 3:1 |
|             | Südkorea         | Mexiko           | 3:0 |
| 23. Oktober | UdSSR            | Mexiko           | 3:0 |
|             | Peru             | USA              | 3:1 |
| 24. Oktober | Polen            | Tschechoslowakei | 3:0 |
|             | Japan            | Südkorea         | 3:0 |
| 25. Oktober | Polen            | Peru             | 3:1 |
|             | Südkorea         | Tschechoslowakei | 3:1 |
| 26. Oktober | Mexiko           | USA              | 3:0 |
|             | UdSSR            | Japan            | 3:1 |

## Medaillen

### Männer
| Platz | Land             | Spieler |
| ----- | ---------------- | --- |
| 1     | Sowjetunion      | Eduard Sibirjakow, Wiktor Mychaltschuk, Borys Tereschtschuk, Wolodymyr Iwanow, Jewhen Lapynskyj, Wolodymyr Bjeljajew, Jurij Pojarkow, Ivans Bugajenkovs, Oļegs Antropovs, Vasilijus Matuševas, Waleri Krawtschenko, Georgi Mondsolewski |
| 2     | Japan            | Masayuki Minami, Katsutoshi Nekoda, Mamoru Shiragami, Isao Koizumi, Kenji Kimura, Yasuaki Mitsumori, Jungo Morita, Tadayoshi Yokota, Seiji Ōko, Tetsuo Satō, Kenji Shimaoka                                                             |
| 3     | Tschechoslowakei | Zdeněk Groessl, Josef Smolka, Antonin Procházka, Pavel Schenk, Lubomír Zajíček, Vladimír Petlák, Petr Kop, Frantisek Sokol, Drahomír Koudelka, Bohumil Golián, Jiří Svoboda, Josef Musil                                                |
| 4     | DDR              | Jürgen Freiwald, Manfred Heine, Jürgen Kessel, Horst Peter, Eckehard Pietzsch, Arnold Schulz, Rudi Schumann, Siegfried Schneider, Ekkehard Tielscher, Walter Toussaint, Rainer Tscharke, Wolfgang Webner                                |

### Frauen
| Platz | Land        | Spielerinnen |
| ----- | ----------- | --- |
| 1     | Sowjetunion | Walentina Winogradowa, Inna Ryskal, Ljudmila Buldakowa, Wera Galuschka-Dujunowa, Nina Smolejewa, Rosa Salichowa, Tatjana Sarytschewa, Ljudmila Michailowskaja, Tatjana Ponjajewa, Galina Leontjewa, Wera Lantratowa         |
| 2     | Japan       | Setsuko Yoshida, Suzue Takayama, Toyoko Iwahara, Yukiyo Kojima, Sachiko Fukunaka, Kunie Shishikura, Setsuko Inoue, Sumie Oinuma, Keiko Hama                                                                                 |
| 3     | Polen       | Krystyna Czajkowska, Krystyna Jakubowska, Krystyna Krupa, Józefa Ledwig, Zofia Szcześniewska, Elżbieta Porzec, Wanda Wiecha, Lidia Chmielnicka, Barbara Niemczyk, Halina Aszkiełowicz, Jadwiga Książek, Krystyna Ostromęcka |